# Murfreesboro (Arkansas)
Murfreesboro é uma cidade localizada no estado americano de Arkansas, no Condado de Pike.

## Geografia
De acordo com o United States Census Bureau, a localidade tem uma área de 5,0 km², sem área coberta por água. Murfreesboro localiza-se a aproximadamente 123 m acima do nível do mar.

### Localidades na vizinhança
O diagrama seguinte representa as localidades num raio de 32 km ao redor de Murfreesboro.

## Demografia
Segundo o censo americano de 2000, a sua população era de 1764 habitantes.
Em 2006, foi estimada uma população de 1678, um decréscimo de 86 (-4.9%).

## Lista de marcos
A relação a seguir lista as entradas do Registro Nacional de Lugares Históricos em Murfreesboro.
- Conway Hotel
- Murfreesboro Cities Service Station
- Parque Estadual Crater of Diamonds
- Pike County Courthouse
- Shelton-Lockeby House